# Akrobat med otur
Akrobat med otur je švédský němý film z roku 1897. Režisérem je Ernest Florman (1862–1952). Film je jeden z prvních snímků, vyrobených ve Švédsku. Film měl premiéru 11. září 1897 ve Stockholmu.

## Děj
Pán a dáma sedí u stolu v restauraci. Přijde za nimi akrobat, který však selže při vystoupení. Skončí v náručí dámy, která spadne, čímž ukáže svou sadu spodniček.